# Echiothrix centrosa
Echiothrix centrosa är en gnagare i familjen råttdjur som förekommer på Sulawesi. Artepitet i det vetenskapliga namnet syftar på att artens holotyp hittade på öns centrala del.
Arten skiljer sig från Echiothrix leucura genom en kortare skalle. Dessutom är den linje som molarerna bildar kortare. Djurets nedre framtänder är spetsiga och påminner om betar. De kan hållas utanför den slutna munnen för att fånga maskar. När gnagaren fick tag i en mask med tänderna använder den sina framtassar för att dra hela masken ur jorden. Liksom den andra arten i samma släkte har Echiothrix centrosa en taggig päls på ovansidan. Vuxna individer är 18,2 till 22,5 cm långa (huvud och bål), har en 23,0 till 26,5 cm lång svans och väger 215 till 270 g. Bakfötterna är 4,8 till 5,5 cm långa och öronen är 3,2 till 3,5 cm stora. Förutom taggar och borstar är även några mjuka hår inblandade. De har på ovansidan en blågrå till svart färg. Undersidan är täckt av vitaktig päls. Mörkare mönster kring nosen och ögonen bildar en ansiktsmask.
Denna gnagare förekommer på Sulawesis norra halvö och i norra regioner av centrala Sulawesi. Den vistas i låglandet och i låga bergstrakter upp till 985 meter över havet. Echiothrix centrosa lever i tropiska regnskogar och livnär sig nästan uteslutande av maskar som den hittar i jorden. Sällsynt ingår termiter och skalbaggar i födan. Under en studie hittades i september en hona som var dräktig med tre ungar och i november upptäcktes en hona med aktiva spenar. Hanar med aktiva testiklar dokumenterades i oktober och november. Klotrunda bon av blad skapades kanske av Echiothrix centrosa.
Arten är nattaktiv och går främst på marken.
Beståndet hotas av skogsavverkning och annan habitatförstöring. Arten förekommer i Lore Lindu nationalpark och i ett annat naturreservat. IUCN listar Echiothrix centrosa som sårbar (VU).